# Un amor de película
Un amor de película es una telenovela estadounidense realizada en Los Ángeles y Hollywood, tanto como en Miami y España. Producida por Telemundo y GenTV.
La telenovela es producida por Silvana Tukson, junto con Aurelio Varcarcel, la telenovela cuenta con la participación protagónica de Litzy y Eugenio Siller y las participaciones antagónicas de José Luis Reséndez, Maritza Rodríguez y  Maritza Bustamante como villanos principales

## Sinopsis
Fernando (Eugenio Siller) es un joven de 27 años un poco acomodado que viaja a Los Ángeles para convertirse en un director de películas. Allí conocerá a su cinefilia llamada Alexandra convirtiéndose en su amor de película, pero este camino estará lleno de obstáculos.

## Trama
Luego de muchos trabajos como salvavidas en Miami, Fernando se ve obligado a radicarse en Los Ángeles con su madre Carlota debido a sus problemas económicos se ve en la situación de ser un modelo suplente de Vlverde Models.

## Elenco

### Elenco Principal
- Litzy .... Alexandra Valverde de las Salas
- Eugenio Siller .... Fernando Castillo Rangel
- Maritza Rodríguez .... Renata de las Salas de Valverde
- Maritza Bustamante .... Tamara Quinto Valverde
- Saúl Lisazo .... Ariel Valverde Rugeles
- José Luis Reséndez .... Juan José Valleldivia Rojas
- Natalia Ramírez .... Carlota Rangel Vda. de Castillo
- Eleazar Gómez .... Aldo Valverde de las Salas
- Vanessa Pose .... Elizabeth "Eli" Alcandriz Voltaire

### Elenco Secundario
- Mara Croatto .... Rosalía Valverde de Quinto
- Vanessa Villela .... Augusta McFarrell
- Aimario Ferrer.... Antonio "Tony Beltrán
- Roberto Vander .... Rodrigo Basañes
- Ana Suárez .... Enelda Roenes Bueno
- Alejandra Soto .... Karina de las Salas

- Datos: Q7881936